# Kraftwerk Oberspree

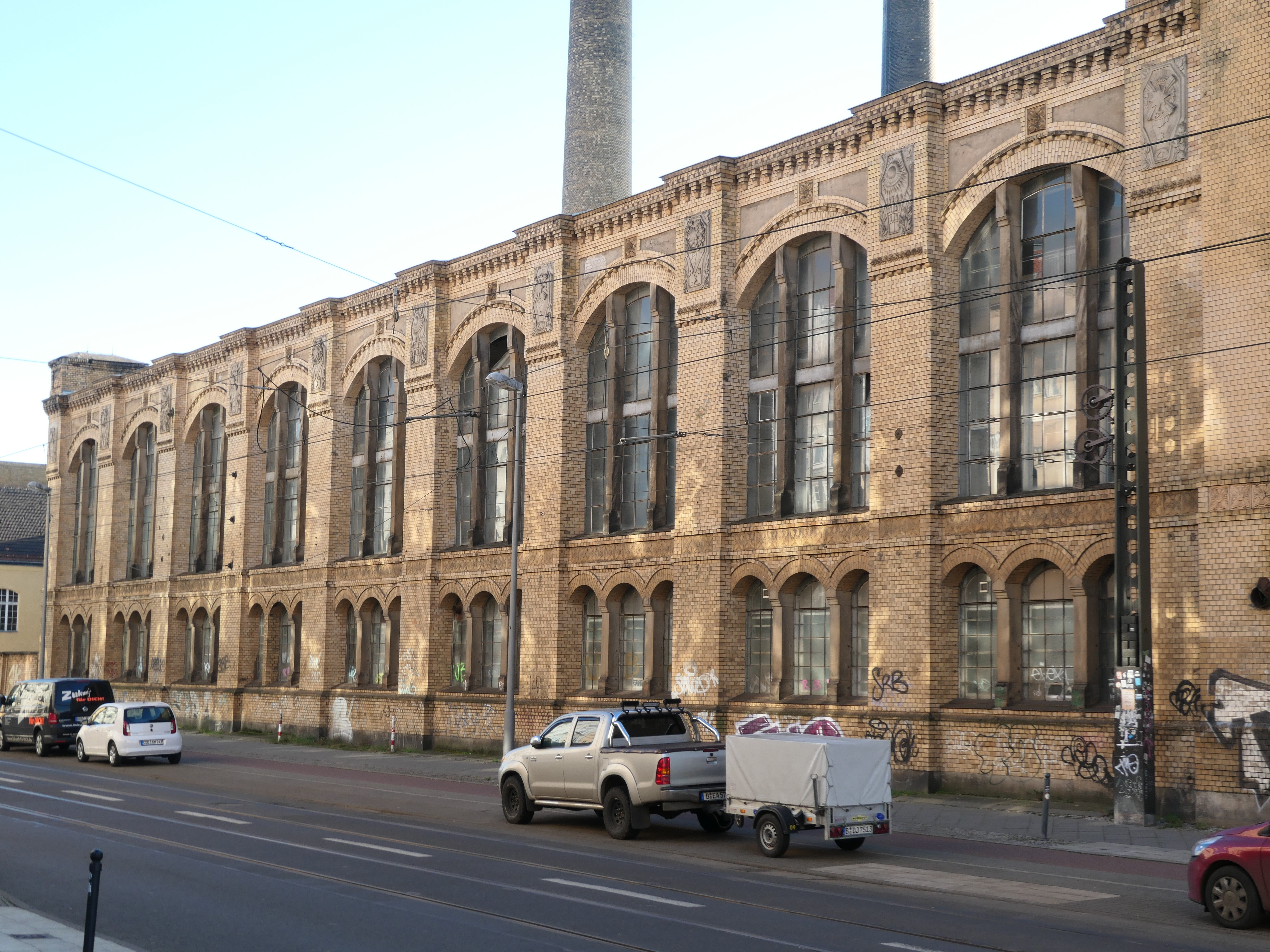
Erhaltene Turbinenhalle des Kraftwerks Oberspree, 2020

Das Kraftwerk Oberspree in Berlin-Oberschöneweide, Wilhelminenhofstraße 78, wurde 1897 als erstes Drehstrom-Kraftwerk Deutschlands in Betrieb genommen und 1933 stillgelegt. Die noch erhaltenen Gebäudeteile stehen unter Denkmalschutz. In der unmittelbaren Umgebung entwickelte sich in den folgenden Jahren ein umfangreicher zweiter Produktionsstandort der AEG.

## Geschichte

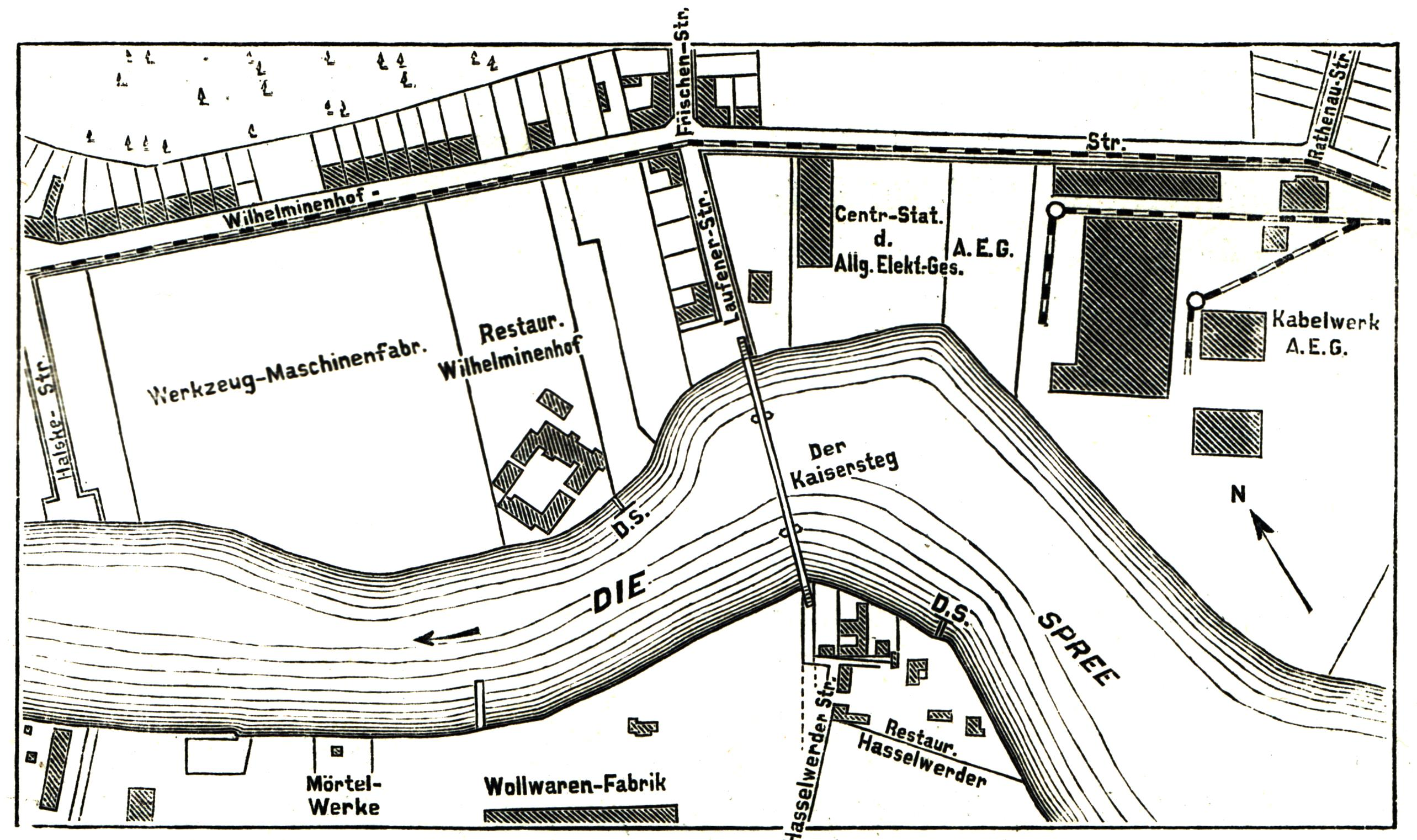
Lageplan mit Kraftwerk Oberspree („Centr-Stat. d. Allg. Elekt.-Ges.“), 1900

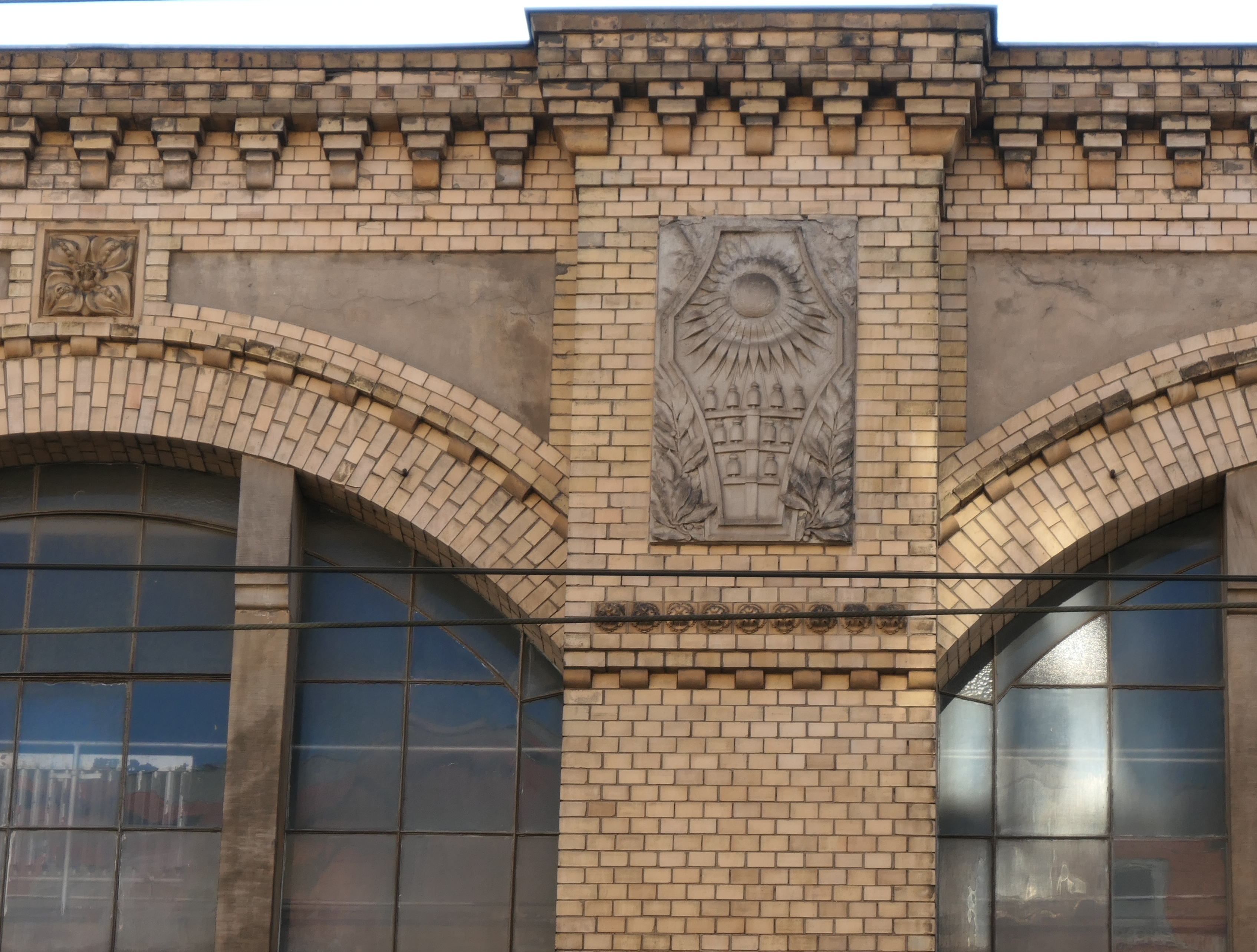
Detail an der Fassade der Turbinenhalle, 2020

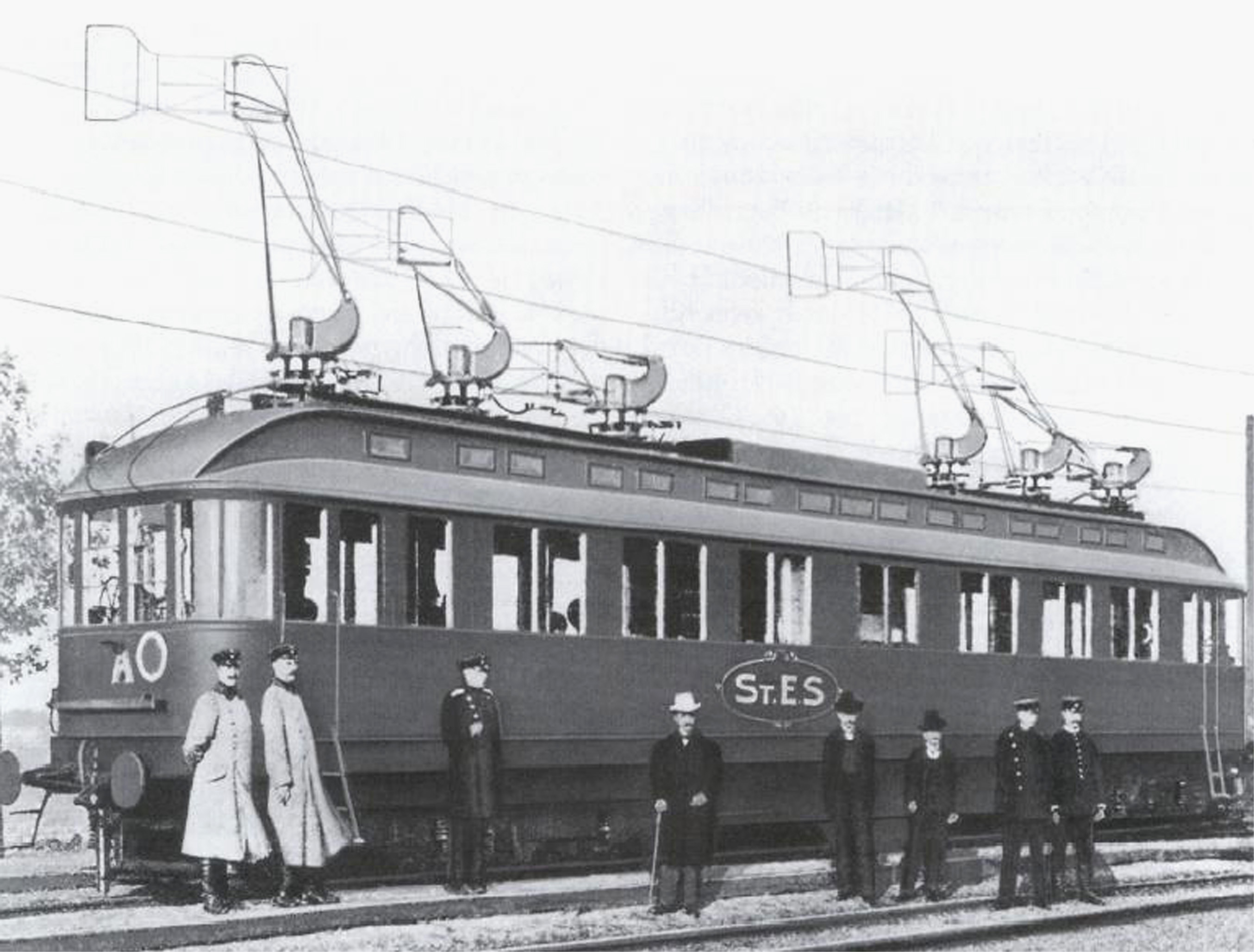
Drehstrom-Versuchstriebwagen der AEG, der 1903 mit 210 km/h einen Geschwindigkeits-Weltrekord aufstellte

Nachdem in der Berliner Innenstadt ab 1885 einige kleinere Gleichstrom-Kraftwerke wie die Centralstation Markgrafenstraße für räumlich eng begrenzte Versorgungsgebiete eröffnet worden waren, wollte die AEG die Drehstromtechnik für die großflächige Versorgung des Berliner Stadtgebiets und der damals noch außerhalb Berlins liegenden Vororte einführen. Drehstrom ermöglicht die Transformation des Stroms auf höhere Spannungen und damit die verlustarme Leitung über größere Entfernungen.
Ein geeigneter Standort wurde an der Wilhelminenhofstraße in Oberschöneweide am Ufer der Oberspree gefunden. Die Kraftwerks-Gebäude entstanden nach Plänen des AEG-Architekten Paul Tropp. Ihre Fassaden wurden mit gelben Klinkern verblendet und dem Zeitgeschmack des Historismus entsprechend ausgeschmückt. Im Jahr 1897 wurde das Kraftwerk als Centralstation der Allgemeinen Elektricitäts-Gesellschaft in Betrieb genommen, 1899 wurde es von den Berliner Elektrizitäts-Werke AG (BEW) übernommen und mehrfach erweitert.
Vom später so genannten Kraftwerk Oberspree wurde auch die Drehstrom-Versuchsstrecke auf der Militäreisenbahn Berlin–Zossen für rund drei Jahre versorgt, auf der im Jahr 1903 mit 210 km/h ein Geschwindigkeitsweltrekord erreicht wurde.
Zunächst war das Kraftwerk mit (Kolben-)Dampfmaschinen ausgestattet, die 1905 gegen Dampfturbinen ausgetauscht wurden.
Ein Teil der Gebäude wurde nach der Stilllegung durch das benachbarte AEG-Kabelwerk Oberspree genutzt.